# 市川雅敏
市川 雅敏（いちかわ まさとし、1961年1月11日 - ）は、東京都出身の元自転車ロードレース選手。現在は自転車店（バイクショップ）を経営。

## 経歴
高校1年生の時にいわゆるフラッシャー付き自転車を購入し、以後自転車のスピードの虜となる。日本大学在学時は自転車競技部に所属。在学中、国際ロードで雨中の軽井沢で外国選手や実業団選手を置き去り独走で優勝する。日本大学卒業後、単身ヨーロッパへ渡った。2000年代には日本人レーサーがヨーロッパに自転車留学・遠征に行くのは珍しくなくなったが、当時ではあまり前例がなく、同時代に活躍していた鉄沢孝一とともにその先駆者となった。
1983年のシーズン終了後、アマチュア世界選手権に出場する。1984年、アマンダスポーツのサポートを受けチームミチホで森幸春、三浦恭資と再びヨーロッパへ。シーズン中、スイスのマヴィック・ジタンとコンタクトを取るも、外国人選手枠が空いておらずこの年のチーム加入を断念した。1985年は日本に帰国し、スギノテクノに所属してチャレンジロードでは序盤から逃げ、一度は吸収されるも独走で優勝した。近畿ロードでも優勝する。
西日本実業団ロード、全日本実業団ロードは当時のコースレコードで優勝する。
1986年にはマヴィック・ジタンの外国人選手枠に欠員が出来た為、市川も同チームからの誘いを受け再びヨーロッパへ渡った。ツール・ド・マルティニック第2ステージで優勝、Sion-Vercorin ヒルクライムレースで優勝、東部スイス一周総合2位、VIZCAINA(スペインのステージレース)で第2ステージまで総合1位をキープするなど数々のレースで実績をあげた。
1987年、市川はその類稀なヒルクライム能力を買われフランスのKASに誘われるが、監督が事故死してしまい契約は白紙となった。しかし、数チームからの誘いの中から当時のベルギー最強選手クロード・クリケリオンがキャプテンを務めるベルギーのヒタチ・マーク・ロッシン（ベルギー日立がスポンサード）と契約を結んだ。1987年～1989年の間、ヒタチチームにてアシストをこなし、1989年にプロ初勝利を含む2勝をマーク。同年世界選手権後、スイスのフランク・トーヨーに移籍する。
1990年にはジロ・デ・イタリアに日本人として初出場する。第2エースとしてアシストをこなしつつ、中盤での第1エース・シュタイガー選手の突然のリタイアに伴い臨時エースに昇格、山岳ステージで先頭集団でゴールし終盤まで総合35位前後をキープするという印象的な走りを見せた。
なお、このエース交代劇で市川は監督から「マサ、お前は明日からエースをやれ。自由に走っていいからボトルとかパンクとかアシストに声かけろよ!」と言われた時、市川は喜ぶよりも「何でシュタイガーやめたんだよー、と思いました」と後に述懐している。
市川も終盤の山場で体調を崩し順位を落とす(この日はなんとタイムアウト寸前であった。)ものの、最終成績50位で完走した。
1991年～1992年はスイスのブライカーに所属。1991年のツール・ド・スイス第9ステージで前半から単独逃げを見せるも、ゴール10km手前で集団に吸収され勝利を逃す。1993年はイタリアのナビガーレと契約。この年、2度目のジロ・デ・イタリア出場を果たす（結果は途中不出走で棄権）。ナビガーレと2年目である翌94年の契約が残っていたものの、この年で欧州での活動にピリオドを打った。ヨーロッパでは通算6勝を挙げており、これは日本人の歴代最高勝利数である。
現在は選手生活から退き、葛飾区でバイクショップ『Vitesse(ヴィテス)』を経営している。指導者としては同ショップのチームや実業団を指導し、2006年から愛三工業レーシングチームのアドバイザーに就任する。2007年のツアー・オブ・ジャパンでは実業団からの選抜選手で構成したチーム・JBCFの監督を務めた。2009年より日本自転車女子チームReady Go JAPANのチームアドバイザーを勤める。
また、市川は障害者自転車競技にも積極的に関与しており、スタッフの指導や視覚障害競技者の伴走者を度々務めている。2007年のUCIパラサイクリング世界選手権には日本チームのスタッフ兼通訳として参加した。

## 解説者として
市川はかつてNHK、J SPORTSの自転車ロードレース中継番組に解説者として起用されていた。
しかし、その市川の内容については実際のところ解説というよりも自身の現役時代の思い出話と、現役選手やロードレース界に対する辛口批評が大半を占めていた。日本のジュニア育成システムに関しても「もっと軽いギアレシオで長く自転車に乗り、土台部分を広げないといけない。重いギアをかけて勝ち負けを争わせるのは若い可能性を摘み取っている」など、現在の指導者に対する痛烈な批判もある。また、選手の批評においても特に近代ツールに日本人として初めて出走した人物である今中大介への批判は激烈を極め、聞く側の解釈次第では中傷とも受け取れる程の内容も含まれ、特にその中でも「どこかの会社の派遣で行っているようじゃダメですよ」という発言は一時期自転車競技界の内外に激しい議論を巻き起こした。
市川はまた、今中に限らず自身より年下の選手への評価は非常に辛辣なものがあった。2007年に別府史之がツール・ド・ロマンディ第3ステージで2位入着した後にツール・ド・スイス解説で別府に触れた際にも「別府君ですか? 『頑張って』って感じですね」「彼がステージレースでどれだけの実力を持っているのか僕は知らないですから」という発言を残している。この様に市川は他の解説陣と違って辛口一辺倒であるが、もちろんファンの視聴者も多かった。
市川はその後、2008年のジロ・デ・イタリアを最後にJ SPORTSの解説者から外れた。これについて、市川は過去に自身のホームページ内で自主的な降板という旨を記した事があるが、市川の言う通りの自主的な降板か放送局側の意向による解任かなどの実際の詳細は不明である。
このほか、映画『茄子 アンダルシアの夏』ではレース解説者役として出演している。

## 海外における勝利レース一覧
1986年 (アマチュア時代)
Sion-Vercorin  スイス
1989年
Sierre-Loye  スイス
Ruggell  リヒテンシュタイン
1992年
Sierre-Loye  スイス)
Martigny Mauvoisin  スイス
Monthey-Champoussin  スイス
1993年
Horw-Schwendelberg  スイス

## 注
1. ↑  なお、ツール・ド・フランスに出走した経験を持つ今中に対し、市川自身にはツール・ド・フランスの出走経験が無い。ベルギーHITACHI在籍当時の1989年にはチームの出場者リストに入っていたものの直前で登録変更され、出場はならなかった。